# راندگی گلاروس
راندگی گلاروس (به آلمانی: Glarner Überschiebung) یا رانش گلاروس یک گسل راندگی اصلی در کوه‌های آلپ در شرق سوئیس است. در طول زمان با رانش لایه‌های قدیمی کوه‌ها، لایه‌های جدید حاصل از رانش ایجاد می‌شوند که کوه‌زایی می‌کنند. لایه‌های سنگ مسن‌تر از دوره پرمو - تریاس ولایه‌های جوان (خارجی) از دوره‌های ژوراسیک و کرتاسه هستند و از جنس سنگ آهک و پالئوژن فلیش و مولاس می‌باشند.